# Le Roi pirate (film)
Pour les articles homonymes, voir Le Roi pirate.
Pour plus de détails, voir Fiche technique et Distribution.
Le Roi pirate (titre original : Prince of Pirates) est un film américain réalisé par Sidney Salkow, sorti en 1953.

## Synopsis
Au du XVIe siècle, au royaume des Pays-Bas, le roi Stephan récemment couronné signe un traité secret avec les Espagnols. Cela n'est pas au goût du prince Roland, son jeune frère, qui préfère s'allier avec les Français. Dès lors, une lutte fratricide va déchirer leur pays...

## Fiche technique
Source principale : Internet Movie Database - cf.. liens externes
- Titre original : Prince of Pirates
- Titre français : Le Roi pirate[1]
- Réalisation : Sidney Salkow
- Scénario : John O'Dea et Samuel Newman, d'après une histoire de William Copeland et Herbert Kline
- Photographie :  Henry Freulich
- Montage :  Jerome Thoms
- Musique :  Mischa Bakaleinikoff
- Direction artistique :  Paul Palmentola
- Décors :  Sidney Clifford
- Producteur :  Sam Katzman
- Société(s) de production : Sam Katzman Productions
- Société(s) de distribution : Columbia Pictures (USA)
- Budget :
- Pays d'origine :  États-Unis
- Langue originale : anglais
- Format : couleur (Technicolor) — 35 mm — 1,37:1 — Son : Mono (RCA Sound System)
- Genre : Film d'aventures
- Durée : 80 minutes
- Dates de sortie :
  - États-Unis : 7 mars 1953
  - France : 9 avril 1954[2]

## Distribution
- John Derek (VF : Yves Furet) : Prince Roland de La Haye
- Barbara Rush (VF : Estelle Gérard) : Comtesse Nita Orde
- Carla Balenda (en) (VF : Luce Clament) : Princesse Marie d'Espagne
- Whitfield Connor (VF : Jacques Beauchey) : le roi Stephan
- Edgar Barrier (VF : Christian Argentin) : Comte Blanco
- Robert Shayne (VF : Maurice Dorléac) : le Premier Ministre Treeg
- Harry Lauter (VF : Roger Tréville) : Jan
- Don C. Harvey (en) : Koepke
- Henry Rowland (en) : Greb
- Glase Lohman : Brenner
- Gene Roth (en) : Capitaine Brock